# Monte Castelo (São Paulo)
Monte Castelo é um município brasileiro do estado de São Paulo. Localiza-se a uma latitude 21º17'58" sul e a uma longitude 51º34'07" oeste, estando a uma altitude de 375 metros. Sua população estimada em 2022 era de 4.222 habitantes.
Possui uma área de 233,547 km².

## História
Em 1946, Ricardo Tognon, Manoel dos Santos Esgalha e Alfredo Potumati idealizaram a fundação de um povoado. Depois de estudadas as possibilidades ficou resolvido que o povoado seria localizado na curva da estrada que liga Andradina e Tupi Paulista, ex Gracianópolis, a 12 km do rio Feio e se chamaria "Galante"
Um ano depois, em 1947, foram construídas as primeiras casas, chegaram os primeiros povoadores: Joaquim Dias, Altino Cruz, Osório de Almeida e Pedro Nolasco, o primeiro comerciante. As terras férteis para a lavoura onde se plantam os cafezais, algodão, milho e arroz contribuíram para o desenvolvimento do povoado.
Com seu crescente progresso, surgiu a ideia de elevar o povoado a distrito de paz, o que conseguiram pela promulgação da Lei Quinquenal nº 233 de 24 de dezembro de 1948, instalado em 1º de janeiro de 1949, com o nome de Monte Castelo, em homenagem aos pracinhas brasileiras que lutando pelos nossos ideais, tombaram nos campos de batalha, em Monte Castelo, na Itália.
Com a fertilidade de seu solo onde as culturas de cereais davam certa solidez econômica fomentando rápido progresso, o distrito de Monte Castelo foi elevado à categoria de município, na comarca de Tupi Paulista com território desmembrado do respectivo distrito, pela Lei nº 2456 de 30 de dezembro de 1953 e instalado em 1º de janeiro de 1954.
Neste mesmo ano, a 3 de outubro, realizaram-se as primeiras eleições sendo eleito prefeito Manoel dos Santos Esgalha, um dos fundadores do município.

## Demografia
Dados do Censo - 2000
População total: 4.089
- Urbana: 3.004
- Rural: 1.085
- Homens: 2.069
- Mulheres: 2.020

Densidade demográfica (hab./km²): 17,53
Mortalidade infantil até 1 ano (por mil): 17,89
Expectativa de vida (anos): 70,18
Taxa de fecundidade (filhos por mulher): 3,10
Taxa de alfabetização: 83,68%
Índice de Desenvolvimento Humano (IDH-M): 0,743
- IDH-M Renda: 0,664
- IDH-M Longevidade: 0,753
- IDH-M Educação: 0,812

(Fonte: IPEADATA)

## Economia
Monte Castelo é conhecido nacionalmente pela produção de urucum. O Município está na liderança nacional de área cultivada com cerca de 500 mil pés plantados segundo dados de 2012.

## Infraestrutura

### Comunicações
O sistema de telefones automáticos foi inaugurado na cidade em 1976 pela Telecomunicações de São Paulo (TELESP), que também implantou o sistema de discagem direta à distância (DDD) em 1987 com o código de área (0188). Anteriormente a cidade era atendida pela Companhia de Telecomunicações do Estado de São Paulo (COTESP).
Na década de 90 o código DDD da cidade foi alterado para (018), para padronização do sistema telefônico com a telefonia celular que estava sendo implantada em todo o estado.

## Religião
O Cristianismo se faz presente na cidade da seguinte forma:

### Igreja Católica
- A igreja faz parte da Diocese de Marília.[11]

### Igrejas Evangélicas
- Assembleia de Deus Ministério do Belém.[12][13]
- Congregação Cristã no Brasil.[14]
- Igreja Batista